# Anthurium arenasense
Anthurium arenasense Croat & D.C.Bay, 2006 è una pianta della famiglia delle Aracee, endemica della Colombia.